# Nhà hát Chèo Hải Dương

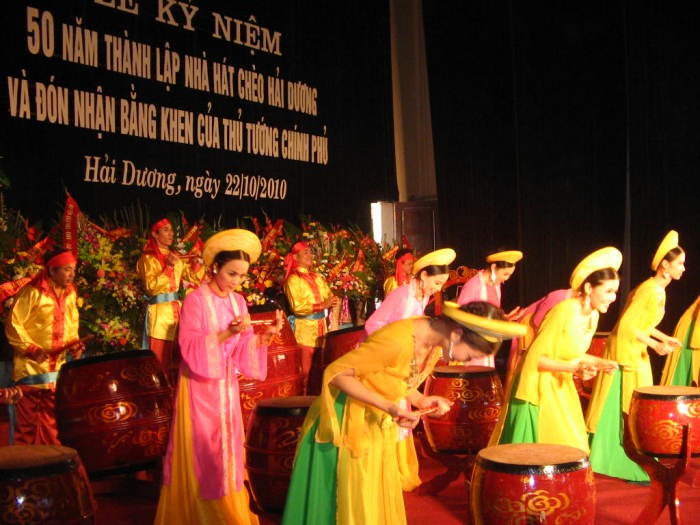
Một buổi diễn của nhà hát Chèo Hải Dương

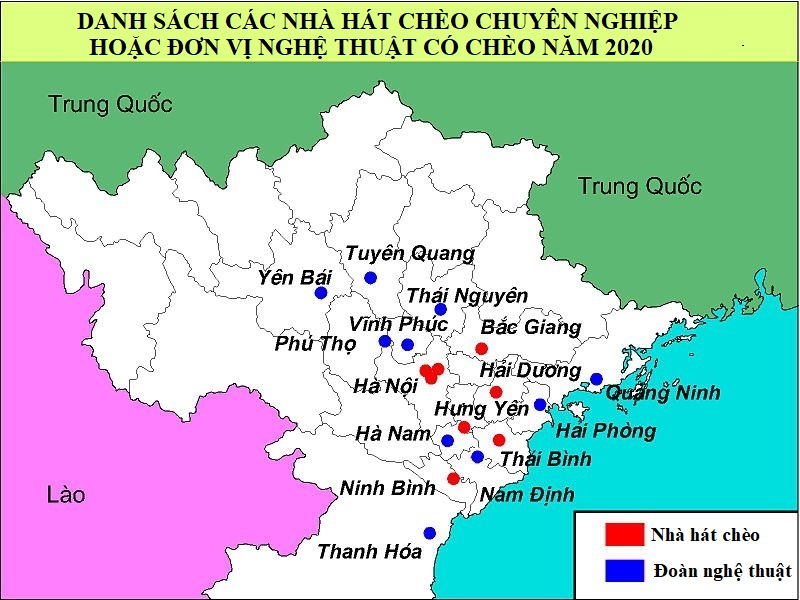
Các đoàn chèo, nhà hát chèo Việt Nam 2016

Nhà hát Chèo Hải Dương là đơn vị sự nghiệp tự đảm bảo một phần chi phí hoạt động, là tổ chức nghệ thuật chuyên nghiệp của tỉnh Hải Dương; có chức năng tổ chức biểu diễn, nghiên cứu, liên kết, hướng dẫn, truyền nghề về nghệ thuật chèo nhằm đáp ứng nhu cầu thưởng thức nghệ thuật của mọi tầng lớp nhân dân, góp phần bảo tồn và phát triển nghệ thuật truyền thống của dân tộc. Nhà hát chịu sự quản lý trực tiếp của Sở Văn hoá - Thể thao - Du lịch Hải Dương; sự hướng dẫn về chuyên môn, nghiệp vụ của Cục Biểu diễn nghệ thuật, Nhà hát chèo Việt Nam thuộc Bộ Văn hóa, Thể thao và Du lịch (Việt Nam).

## Lịch sử hình thành
Tiền thân của nhà hát Chèo Hải Dương là Đoàn Chèo Hải Dương. Để mở rộng quy mô hoạt động nghệ thuật, ngày 6 tháng 2 năm 2007, Ủy ban nhân dân tỉnh Hải Dương đã phê duyệt Đề án nâng cấp Đoàn chèo Hải Dương thành Nhà hát chèo Hải Dương. Nhà hát Chèo Hải Dương là một đơn vị nghệ thuật thuộc chiếng Chèo xứ Đông.

## Nghệ thuật chèo ở Hải Dương
Trong Tứ chiếng chèo đồng bằng sông Hồng thì Hải Dương là trung tâm của chiếng chèo Đông (vùng đất gồm Hải Dương, Hải Phòng, đông Hưng Yên, tây Quảng Ninh ngày nay). Hải Dương là cái nôi chèo lớn của Việt Nam với những tên tuổi như Huyền Nữ Phạm Thị Trân và các cố NSND Trùm Thịnh, Trùm Bông, cố NSND Trịnh Thị Lan, cố NSND Nguyễn Thị Minh Lý, NSND Minh Huệ, NSND Thúy Mơ... Đặc biệt, Nghệ nhân Phạm Thị Trân đã được vua Đinh Tiên Hoàng phong chức Ưu Bà và giao cho việc dạy múa hát trong cung đình và cho quân lính. Bà được được ghi danh là Tổ nghề đầu tiên trong lịch sử sân khấu chèo Việt Nam.
Nghệ thuật chèo được hình thành từ thế kỷ 10 tại Kinh đô Hoa Lư (Ninh Bình) dưới thời nhà Đinh. Ưu bà Phạm Thị Trân đã truyền dạy nghệ thuật chèo cho cung nữ và quân lính. Sau đó chèo phát triển rộng ra lãnh thổ Đại Cồ Việt (vùng châu thổ Bắc Bộ và các tỉnh Thanh - Nghệ - Tĩnh trở ra). Vào thế kỷ 15, vua Lê Thánh Tông đã không cho phép biểu diễn chèo trong cung đình. Chèo trở về với nông dân, gắn liền với sinh hoạt đời sống, hội hè của người Việt.
Nghệ thuật chèo Đồng bằng sông Hồng trở thành cái nôi chèo với Tứ chiếng chèo Đông, Đoài, Nam, Bắc. Chiếng Chèo là những phường Chèo hoạt động trong một vùng văn hóa, địa lý nhất định. Phong trào hát chèo xưa phân vùng chèo châu thổ sông Hồng thành 4 chiếng chèo Đông, chèo Đoài, chèo Nam, chèo Bắc với kinh đô Thăng Long - Hà Nội ở vị trí trung tâm. Mỗi chiếng có những "ngón nghề" riêng, kỹ thuật riêng, khó lưu truyền và phát triển ra đến bên ngoài do sự khác nhau trong phong cách nghệ thuật dựa trên cơ sở dân ca, dân vũ và văn hóa địa phương, chỉ người trong chiếng mới diễn được với nhau. Chiếng chèo Đông gồm khu vực các tỉnh Hải Dương, Hải Phòng, Quảng Ninh và phía đông bắc Hưng Yên.
Số liệu thống kê các hội diễn ở Hải Dương năm 2020 cho thấy có tới 80% số tiết mục là chèo, 20% số tiết mục còn lại là ca nhạc, múa. Có những đội chèo có tới trên 50 năm liên tục hoạt động như An Bình, Nam Hưng (Nam Sách), Nhân Quyền, Kiến Quốc (Bình Giang), An Lạc (Chí Linh), Bông Sen (Kinh Môn). Riêng ở xã An Bình từ một đội chèo của toàn xã, nay đã phát triển lên 4 CLB văn nghệ ở 4 thôn, mỗi CLB có trên 30 diễn viên, nhạc công, người trẻ nhất 30 tuổi, cao nhất 82 tuổi.

## Nhiệm vụ, quyền hạn
1. Xây dựng, dàn dựng các chương trình của loại hình nghệ thuật sân khấu chèo; tổ chức biểu diễn loại hình nghệ thuật chèo và các loại hình nghệ thuật sân khấu diễn xướng dân gian truyền thống khác phục vụ khán giả và tham gia các hội diễn, liên hoan trong tỉnh, trong nước, ngoài nước.
2. Tổ chức nghiên cứu khoa học trong việc khôi phục, bảo tồn, phát triển, truyền bá nghệ thuật chèo truyền thống và các loại hình nghệ thuật sân khấu, diễn xướng dân gian khác; thử nghiệm những sáng tác mới.
3. Phối hợp đào tạo, bồi dưỡng nâng cao trình độ nghiệp vụ cho diễn viên và các thành viên khác của nhà hát; thu hút, bồi dưỡng, truyền nghề cho các tài năng trẻ có triển vọng.
4. Hướng dẫn việc nâng cao nhu cầu thưởng thức nghệ thuật chèo của xã hội, việc bảo tồn nghệ thuật chèo trong phong trào văn nghệ quần chúng trên địa bàn tỉnh.
5. Tổ chức giao lưu, hợp tác trong và ngoài nước về chuyên môn, nghiệp vụ để không ngừng nâng cao trình độ và đa dạng hình thức hoạt động.
6. Tổ chức một số hoạt động dịch vụ trong lĩnh vực nghệ thuật phù hợp với chức năng, nhiệm vụ của Nhà hát theo quy định của pháp luật và của tỉnh.
7. Quản lý về tổ chức, biên chế, cán bộ, viên chức và người lao động; về tài sản, tài chính của nhà hát theo quy định của Nhà nước và của tỉnh.
8. Thực hiện một số nhiệm vụ khác do Sở Văn hoá - Thông tin hoặc Uỷ ban nhân dân tỉnh giao.

## Các đơn vị trực thuộc
1. Phòng Tổ chức - Hành chính - Quản trị;
2. Phòng Nghiên cứu, Bảo tồn và Phát triển nghệ thuật chèo;
3. Đoàn Nghệ thuật I;
4. Đoàn Nghệ thuật II;
5. Bộ phận Dịch vụ;
6. Dàn nhạc dân tộc;
7. Đội xe máy và hậu đài.

## Thành tích
- Năm 2019, Tại Liên hoan sân khấu chèo toàn quốc diễn ra tại Bắc Giang, chèo Hải Dương đã xuất sắc giành huy chương vàng cho vở diễn "Chuyện tình hàn sĩ đào nương"; giành 3 huy chương vàng cá nhân (Thái Quỳnh, Bùi Văn Thiện, Tạ Quang Phúc) và 4 huy chương bạc, xếp thứ 4/16 đơn vị tham gia theo thành tích huy chương.
- Năm 2017, Cuộc thi Tài năng trẻ Diễn viên sân khấu Tuồng, Chèo chuyên nghiệp toàn quốc diễn ra ở Thanh Hóa, Chèo Hải Dương đồng xếp thứ 6 với 1 HCV của Tạ Quang Phúc và 1 HCB của Trần Thị Hương.
- Năm 2016, Tại cuộc thi Nghệ thuật Sân khấu chèo chuyên nghiệp toàn quốc 2016 diễn ra ở Nhà hát Chèo Ninh Bình, Chèo Hải Dương tham gia vở diễn “Trinh phụ hai chồng” giành 2 HCV cá nhân cho Mạnh Thắng và Hồng Tươi cùng 7 diễn viên, nhạc công còn lại giành huy chương bạc.
- Năm 2013, Tại cuộc thi Nghệ thuật Sân khấu chèo chuyên nghiệp toàn quốc 2013 diễn ra ở Hải Phòng[1] Nhà hát Chèo Hải Dương giành Huy chương vàng vở diễn “Chuông ngân rừng trúc”. Giải cá nhân có 04 Huy chương vàng (Bùi Đức Thiện, Đoàn Thị Bẩy, Phạm Thị Hồng Tươi, Trương Mạnh Thắng) và 06 Huy chương bạc (Đoàn Thị Nga, Phạm Minh Hiếu, Nguyễn Thị Thanh Sóng, Trần Thị Hương, Trần Đức Minh, Bùi Đức Cường). Cơ cấu giải thưởng cuộc thi có tổng 03 vở diễn đạt HCV và 06 vở diễn đạt HCB, 42 HCV cá nhân, 68 HCB cá nhân. Xếp thứ 3/17 đoàn tham dự theo thành tích huy chương.
- Năm 2011, Tại Liên hoan Sân khấu Chèo về đề tài hiện đại – 2011 diễn ra ở Thái Bình,[2] Chèo Hải Dương không giành Huy chương vở diễn. Giải cá nhân có 02 Huy chương vàng (NSƯT. Quốc Anh, Trương Mạnh Thắng) và 01 Huy chương bạc (Trần Quang Minh). Cơ cấu giải thưởng cuộc thi có tổng 03 vở diễn đạt HCV và 03 vở diễn đạt HCB, 27 HCV cá nhân, 50 HCB cá nhân. Xếp hạng 7/13 đoàn tham dự theo thành tích huy chương.
- Năm 2009, Tại Hội diễn sân khấu Chèo chuyên nghiệp toàn quốc - 2009 diễn ra ở Quảng Ninh[3] Nhà hát Chèo Hải Dương không giành Huy chương giải vở diễn (Cơ cấu giải hội diễn có 02 vở diễn đạt Huy chương vàng và 05 vở diễn đạt Huy chương bạc). Giải cá nhân có 02 Huy chương vàng (Hồng Tươi, Mạnh Thắng) và 02 Huy chương bạc (Khánh Phương, Thanh Sóng).